# Roper (Wolverhampton)
Roper is een Brits historisch merk van motorfietsen.
De bedrijfsnaam was Roper Motorycycles ltd. Wolverhampton.
Het bedrijf van John Roper stond in 1902 geregistreerd als fabrikant van fietsonderdelen aan Dudley Road in Wolverhampton, maar tussen 1901 en 1905 werd ook een klein aantal motorfietsen geproduceerd. Het waren eenvoudige motorfietsen met kop/zijklepmotoren zonder versnellingen en met riemaandrijving. Het bedrijf verhuisde in die periode naar Upper Villiers Street. Daar specialiseerde Roper zich in fietsversnellingen en auto-onderdelen. Het bedrijfje had slechts zes werknemers, waaronder drie familieleden van Roper.